# Јулијус Јулијан
Јулијус Јулијан (Фод, 15. март 1903 – Пејлос Хајтс, 1. фебруар 1974) био је шведско-амерички голман на Светском првенству у фудбалу 1934. године.